# Amnésie coloniale
L'amnésie coloniale (également connue sous le nom d'amnésie postcoloniale ou d'amnésie impérialiste, en anglais Colonial amnesia) est un concept provenant des études postcoloniales et décrivant le phénomène d'oubli de l'histoire coloniale, ou de s'en souvenir d'une manière qui efface l'histoire du colonisé. L’amnésie coloniale peut également se manifester par une romantisation du passé colonial ou par un sentiment de nostalgie à son égard.

## Exemples

### Allemagne
Selon les militants anticoloniaux, le passé colonial allemand a été effacé depuis longtemps en Allemagne. L’Allemagne a toutefois commencé à s’attaquer à certains aspects de son héritage colonial en Namibie, au Cameroun, au Togo, au Rwanda et au Burundi. L'historien allemand anticolonialiste Paul Grosse a affirmé que l'énormité du bilan allemand de l'Holocauste avait autrefois « éclipsé » les atrocités coloniales dans les colonies allemandes, mais que les Allemands étaient de plus en plus conscients de leur histoire coloniale.

### Pays nordiques
Les critiques de l’histoire du colonialisme nordique ont mis en évidence ce qu’ils considèrent comme l’amnésie coloniale des peuples norvégien, suédois, danois et finlandais par rapport à leur histoire coloniale. Selon la sociologue danoise Mette Evelyn Bjerre, « l'amnésie coloniale est forte dans les pays nordiques » et de nombreux Nordiques croient qu'ils n'étaient que « de simples spectateurs du colonialisme et de l'esclavage européens et n'ont donc pas une vision racialisée du monde ». Bjerre qualifie cette notion d'illusion.

### États-Unis
Le doyen d'université Itsuji Saranillio, un universitaire philippino-américain originaire d'Hawaï, a critiqué l'amnésie coloniale de la communauté des « colons philippins » à l'égard des Hawaïens autochtones.

### Palestine et Israël
L'écrivaine juive-arabe israélienne Ariella Azoulay a caractérisé le mouvement Boycott, Désinvestissement et Sanctions comme faisant partie de la lutte palestinienne contre « l'amnésie coloniale structurelle » de l'État israélien et du mouvement sioniste.